# Linderniella pusilla
Linderniella pusilla är en tvåhjärtbladig växtart som beskrevs av Fischer, Schäferhoff och Müller. Linderniella pusilla ingår i släktet Linderniella och familjen Linderniaceae. Inga underarter finns listade i Catalogue of Life.